# مورگان واربرتون
مورگان واربرتون (انگلیسی: Morgan Warburton؛ زادهٔ ۲۷ آوریل ۱۹۸۷) بازیکن بسکتبال اهل ایالات متحده آمریکا است.